# ЖНБЛ в сезоне 2005/2006
Сезон ЖНБЛ 2005/2006 — 26-й сезон женской национальной баскетбольной лиги (ЖНБЛ), по окончании которого чемпионом, в четвёртый раз, стала команда «Канберра Кэпиталз».
В регулярном чемпионате приняло участие восемь команд, столько же сколько и в прошлом, одна из них, «Аделаида Лайтнинг», поменяла в межсезонье своё название и стала называться «Аделаида Феллас». Регулярный чемпионат в этом сезоне начался 30 сентября, а завершился 29 января, MVP которого была признана свингмен команды «Буллин Бумерс» Катрина Хибберт. Наставник команды «Данденонг Рейнджерс», Гэри Фокс, был признан тренером года, Эбби Бишоп из команды «Австралийского института спорта» — новичком сезона. Официально первенство 2005/2006 годов завершилось 18 февраля, когда команда «Канберра Кэпиталз» переиграла в финальной встрече команду «Данденонг Рейнджерс» со счётом 68:55, а MVP финала была признана центровая «Кэпиталз» Лорен Джексон.

## Регулярный чемпионат
И = Игр, В = Выигрышей, П = Поражений, П% = Процент выигранных матчей
| Регулярный сезон |                               |    |    |    |      |
| #                | Команда                       | И  | В  | П  | П%   |
| 1                | Данденонг Рейнджерс           | 21 | 14 | 7  | 66,7 |
| 2                | Аделаида Феллас               | 21 | 14 | 7  | 66,7 |
| 3                | Канберра Кэпиталз             | 21 | 14 | 7  | 66,7 |
| 4                | Буллин Бумерс                 | 21 | 13 | 8  | 61,9 |
| 5                | Сидней Юни Флэймз             | 21 | 13 | 8  | 61,9 |
| 6                | Таунсвилл Файр                | 21 | 12 | 9  | 57,1 |
| 7                | Перт Линкс                    | 21 | 4  | 17 | 19,0 |
| 8                | Австралийский институт спорта | 21 | 0  | 21 | 0,0  |

## Финалы
| Полуфиналы     | Полуфиналы          | Полуфиналы |  |          | Предварительный финал | Предварительный финал    | Предварительный финал    |                          |                           | Большой финал             | Большой финал             | Большой финал |
| -------------- | ------------------- | ---------- |  | -------- | --------------------- | ------------------------ | ------------------------ | ------------------------ | ------------------------- | ------------------------- | ------------------------- | ------------- |
|                |                     |            |  |          |                       |                          |                          |                          |                           |                           |                           |               |
| 4 февраля 2006 |                     |            |  |          |                       |                          |                          |                          |                           |                           |                           |               |
| 1              | Данденонг Рейнджерс | 75         |  |          |                       |                          |                          |                          |                           |                           |                           |               |
| 2              | Аделаида Феллас     | 70         |  |          |                       |                          |                          |                          |                           |                           |                           |               |
|                |                     |            |  |          | 11 февраля 2006       | 11 февраля 2006          | 11 февраля 2006          |                          | 18 февраля 2006           | 18 февраля 2006           |                           |               |
|                |                     |            |  |          | 2                     | Аделаида Феллас          | 81                       |                          | 1                         | Данденонг Рейнджерс       | 55                        |               |
|                |                     |            |  |          | 3                     | Канберра Кэпиталз        | 83 (ОТ)                  |                          |                           | 3                         | Канберра Кэпиталз         | 68            |
| 3 февраля 2006 |                     |            |  |          |                       |                          |                          |                          |                           |                           |                           |               |
| 3              | Канберра Кэпиталз   | 67         |  |          |                       |                          |                          |                          |                           |                           |                           |               |
| 4              | Буллин Бумерс       | 62         |  | Легенда: | Легенда:              | Посев победившей команды | Посев победившей команды | Посев победившей команды | Посев проигравшей команды | Посев проигравшей команды | Посев проигравшей команды |               |

## Лидеры сезона по средним показателям за игру
| Показатель                       | Игрок            | Команда           | Всего  | Игры | В среднем |
| -------------------------------- | ---------------- | ----------------- | ------ | ---- | --------- |
| Очков в среднем за игру          | Деанна Смит      | Перт Линкс        | 456    | 21   | 21,7      |
| Подборов в среднем за игру       | Холли Грима      | Буллин Бумерс     | 191    | 21   | 9,1       |
| Передач в среднем за игру        | Эрин Филлипс     | Аделаида Феллас   | 102    | 21   | 4,9       |
| Перехватов в среднем за игру     | Талли Бевилаква  | Канберра Кэпиталз | 48     | 21   | 2,3       |
| Блок-шотов в среднем за игру     | Луэлла Томлинсон | АИС               | 51     | 19   | 2,7       |
| Процент точных бросков с игры    | Трейси Битти     | Канберра Кэпиталз | 70/121 | 21   | 57,9      |
| Процент точных 3-очковых бросков | Дженнифер Скрин  | Аделаида Феллас   | 43/100 | 20   | 43,0      |
| Процент точных штрафных бросков  | Дезире Глаубиц   | Буллин Бумерс     | 58/67  | 20   | 86,6      |

## Награды по итогом сезона
- Самый ценный игрок женской НБЛ: Катрина Хибберт, Буллин Бумерс
- Самый ценный игрок финала женской НБЛ: Лорен Джексон, Канберра Кэпиталз
- Новичок года женской НБЛ: Эбби Бишоп, Австралийский институт спорта
- Лучший оборонительный игрок женской НБЛ: Эмили Макинерни, Данденонг Рейнджерс
- Лучший снайпер женской НБЛ: Деанна Смит, Перт Линкс
- Тренер года женской НБЛ: Гэри Фокс, Данденонг Рейнджерс

- Сборная всех звёзд женской НБЛ:
  - З Эрин Филлипс (Аделаида Феллас)
  - З Деанна Смит (Перт Линкс)
  - Ф Катрина Хибберт (Буллин Бумерс)
  - Ф Джасинта Хэмилтон (Данденонг Рейнджерс)
  - Ц Дженни Уиттл (Канберра Кэпиталз)